# Katie Downes
Katie Downes (Liverpool, 16 de mayo de 1984) es una modelo de glamour británica, reconocida por haber sido chica de la página 3 en The Sun.

## Biografía
Nació en Liverpool. Ha aparecido en casi todas las revistas británicas para chicos y ha sido portada de Loaded, Maxim, Nuts y Zoo Weekly. Nuts la clasificó como la undécima mujer más sexy en su lista 50 "Hottest Blondes of 2008".
Hizo un cameo en la película Deuce Bigalow: Gigoló europeo como limpiadora de ventanas, con una camiseta blanca mojada. En los reportajes especiales de la película, se la ve haciendo una prueba para el papel contra las modelos de Page 3 Michelle Marsh, Nicola Tappenden y Nikkala Stott.
Apareció en la serie de telerrealidad Poor Little Rich Girls en ITV, donde durante una semana intercambió su vida de modelo con una joven llamada Michelle McManus que trabajaba como limpiadora de baños.
Comenzó a salir con el guitarrista de los Arctic Monkeys, Jamie Cook, en 2006. Se comprometieron en 2012 y se casaron en mayo de 2014.